# Ischnophyllus crassus
Ischnophyllus crassus är en insektsart som beskrevs av Henry, G.M. 1932. Ischnophyllus crassus ingår i släktet Ischnophyllus och familjen vårtbitare. Inga underarter finns listade i Catalogue of Life.